# Metrologia
Metrologia – nauka dotycząca sposobów dokonywania pomiarów oraz zasad interpretacji uzyskanych wyników.

## Opis
Można wyróżnić następujące rodzaje metrologii: 
- ogólną
- stosowaną
- teoretyczną
- normatywną (dotyczącą uregulowań prawnych)

Podstawą metrologii są jednostki miar. Jednostki grupowane są w układy. Obecnie najpowszechniej używanym standardem jest układ SI.
Część metrologii dotycząca praktycznego uzyskiwania wyników pomiarów to miernictwo. Dlatego w zakres metrologii wchodzi również kwestia narzędzi służących do pomiaru, czyli narzędzi pomiarowych.
Interpretacja uzyskanych wyników, głównie pod względem ich dokładności i poprawności, oparta jest na rachunku niepewności (a przed 1995 na rachunku błędów).